# Theodor Albert Sprengel

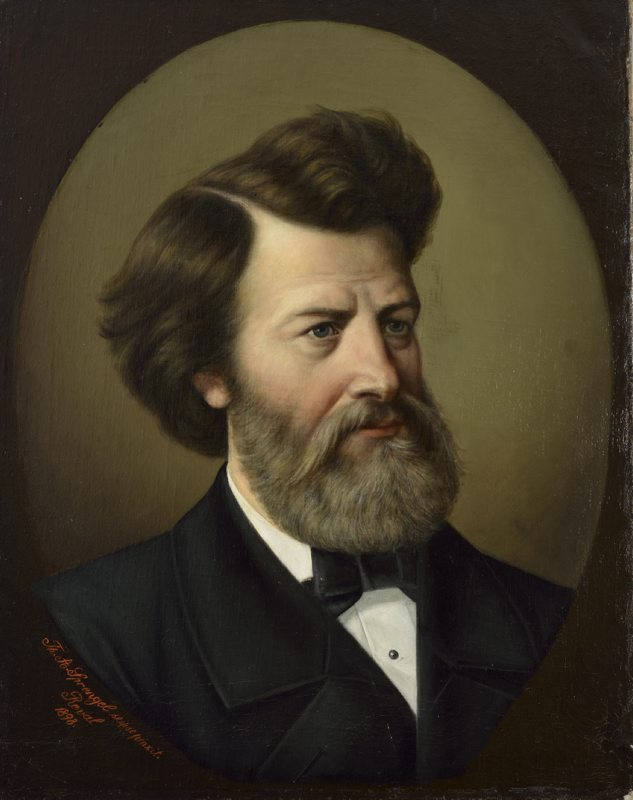
Theodor Albert Sprengel, Selbstporträt, 1898

Carl Christoph Wilhelm Theodor Albert Sprengel (* 30. September 1832 in Wollershausen im Harz, Königreich Hannover; † 4. Juli 1900 in Reval, Gouvernement Estland, Russisches Kaiserreich) war ein deutsch-baltischer Maler der Düsseldorfer Schule, Übersetzer, Schriftsteller, Kunstkritiker und Kunstlehrer.

## Leben

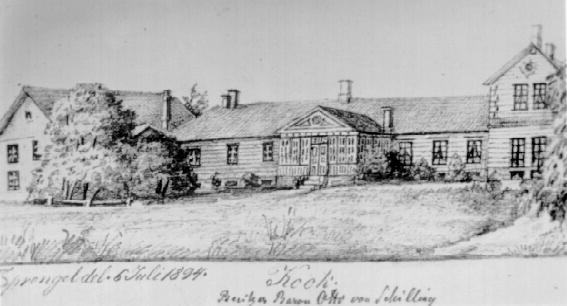
Das Herrenhaus von Koogu, Zeichnung, 1894

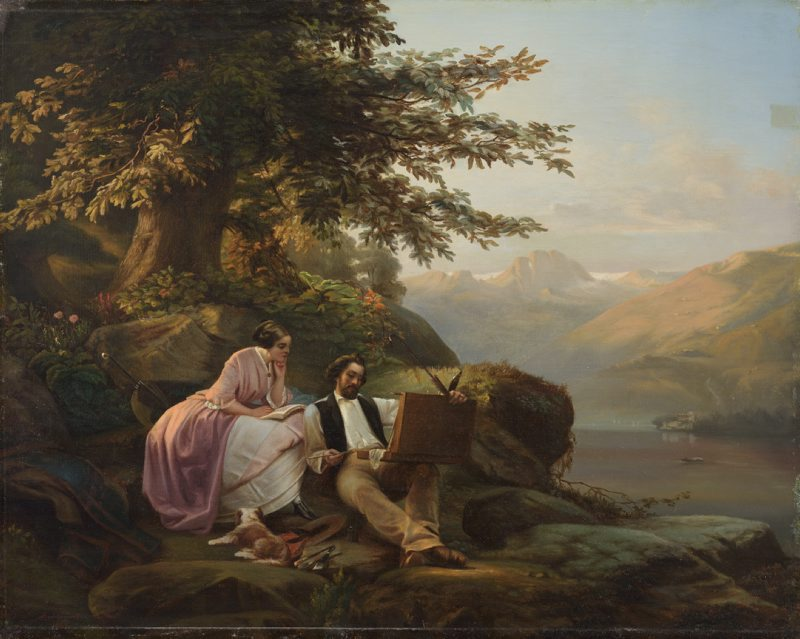
Ein Moment der Ruhe, 1864

Sprengel, Sohn des Pastors Georg Wilhelm Theodor Sprengel aus dessen zweiter Ehe mit Charlotte Johanna Friederike, geborene Gnüge, war ein Halbbruder von Carl August Bernhard Sprengel und Philipp Wilhelm Otto Sprengel, den Gründern der Schokoladenfabrik Sprengel. Von 1844 bis 1848 besuchte er das Gymnasium in Heiligenstadt, Provinz Sachsen. Ab 1849 studierte er Malerei an der Kunstakademie Dresden. 1852 wechselte er auf die Kunstakademie Düsseldorf. Dort war er Schüler der Historienmaler Theodor Hildebrandt und Christian Köhler. In der Meisterklasse Hildebrandts schloss er 1854 sein Studium ab. Als Maler schuf Sprengel vor allem Porträts, aber auch Historien- und Altargemälde sowie Landschaftsbilder. Für den kleinen Saal der Börsenhalle in Reval fertigte er 1868 das Gemälde Der Empfang des ersten lutherischen Predigers durch den Rat der Stadt Reval.
Von 1856 bis 1866 arbeitete er als Zeichenlehrer an der Behmschen Lehranstalt in Wiborg, Großfürstentum Finnland. In dieser Zeit erhielt er den Titel „Freier Künstler“ der Kunstakademie Sankt Petersburg. Ab 1866 arbeitete er als Schreib- und Zeichenlehrer am Gouvernementsgymnasium in Reval, später dort auch an der Höheren Töchterschule und der Technischen Eisenbahnschule. Von 1872 bis 1877 unterrichtete er an der Domschule zu Reval. Als Kunstpädagoge versuchte er den Zeichenunterricht zu reformieren, indem er die Entfaltung der Individualität der Schüler betonte und förderte. Zu seinen Schülern zählten Gregor von Bochmann, Karl Alexander von Winkler und Ants Laikmaa.
In den 1860er und 1870er Jahre hielt er öffentliche Vorlesungen, in denen er vor allem zeitgenössische deutsche Kunst präsentierte. Für verschiedene Zeitungen Revals schrieb er Kunstkritiken über Ausstellungen im Provinzialmuseum Reval und anderswo. In seinen Kritiken stellte er als einer der Ersten die skandinavische und finnische Kunst vor.
Als Schriftsteller schuf Sprengel Werke in den Bereichen Kinderbücher, Novellen, Gedichte und Reisebeschreibungen.
Sprengel heiratete 1862 Caroline Friedrike Wilhelmine von Frisch (1842–1915), die Tochter des Arztes Robert Wilhelm von Frisch (1808–1855) aus Weißenstein. Das Paar hatte ein Kind, die Tochter Charlotte Friederike Luise Ebba (1867–1954), die den Chemiker Michael Wittlich heiratete.

## Schriften (Auswahl)
- Onkel Bildermann’s Weihnachtsgruß, Reval 1866 (mit eigenen Illustrationen)
- Wilde Blüthen, Gedichtssammlung, Reval 1897